# 西日本の旅
『西日本の旅』（にしにほんのたび）は、NHKの近畿、中国、四国、九州・沖縄ブロックの各放送局が共同制作する紀行番組。

## 概要
毎週1回10分間の番組で、タイトルの通り、西日本各地の地域の伝承文化、芸能、名産・名物、観光地などを各放送局のアナウンサーやレポーターが取材する。

## 西日本の旅が放送されている各地域の番組
この『西日本の旅』は、各放送局が土曜日朝に放送しているローカル番組の中で、コーナー番組として放送されている。

### 現在
- ウイークエンド関西（近畿地方）
- ウイークエンド中部（東海・北陸地方） - 不定期放送。近畿地方が紹介される回のみを放送し、コーナー名は「うぃちゅ〜旅」として放送。

### 過去
- おはようちゅうごく（中国地方）
- おはよう四国（四国地方）
- おはサタ!（九州沖縄地方）

#### 特記事項
近畿地方が取材地域となる週には、その週のリポーターが『ウイークエンド関西』のスタジオにも生出演し、リポーターが自らVTR導入を行ったり、旅の感想を述べたりする。
2017年度まで放送された『おはサタ!』においての九州沖縄地方は、連続テレビ小説が8時開始となって以降エリア内の取材分だけの放送となった。2018年度から『おはよう日本』土曜7時ローカル枠を撤廃し、九州沖縄地方各県域枠の平日夕方ニュース番組のコーナーの一部として残している番組もある。
中国地方については、2019年度からから『おはよう日本』土曜7時ローカル枠を撤廃し、中国地方各県枠の平日夕方ニュース番組のコーナーの一部として残している番組もある。
四国地方についてはから『おはよう日本』土曜7時ローカル枠は維持しているものの、2020年度から開始した『ギュッと!四国』では、「西日本の旅」は原則放送されない。代わりに四国地方各県域枠の平日夕方ニュース番組のコーナーの一部として残している番組もある。

## 再放送
2009年度まで
近畿地方
- 月曜日 1:30 - 1:40（日曜日深夜）
- 金曜日 10:50 - 11:00（『とびきり』とともに放送、『とくせんETV』は放送なし） - 2009年度のみ
- 土曜日 10:35 - 10:45

中国地方
- 土曜日 11:40 - 11:50

2010年度
近畿地方
- 金曜日 10:50 - 11:00（『とびきり』とともに放送、『歌うコンシェルジュ』は金曜日に限り放送なし）

2011年度
近畿地方
- 月曜日 15:50 - 16:00（『かんさい想い出シアターセレクション』とともに放送、『ろーかる直送便』は月曜日に限り放送なし）

2012年度以降
中国地方
- 土曜日 11:13 - 11:23

上記以外でも、穴埋めコーナーとして放送される場合がある。例えば、2007年3月に終了した『情報ワイド福岡いちばん星』（福岡県向け）の中でも、九州・沖縄地域を取り上げた回をときに『西日本の旅』のクレジットを外して流していたが、番組内の音楽で「西日本の旅」であることが分かるためか、後半期ではクレジットがついたまま放送した。

## 関連番組
- 小さな旅
- 北海道ぶらりみてある記（北海道地方、土曜日の『NHKニュースおはよう北海道・土曜プラス』内で放送）
- 東北小さな旅（東北地方、『ウィークエンド東北』内で放送）
- 土曜すてき旅（関東・甲信越地方およびNHKワールド・プレミアム、土曜日の『おはよう日本・首都圏』内で放送。原則リポートと隔週での放送。）
- ときめきの旅（東海・北陸地方、『ウイークエンド中部』内で放送）
- ゆうどきネットワーク（別番組に差し替えとなっている近畿地方を除き放送。週2日放送される「列島津々うらうら」のコーナーで当番組と上記4番組で放送された内容から1日に2本紹介している）